# Грб Омана
Грб Омана је званични хералдички симбол Султаната Оман. Грб има облик амблема и састоји се од ханџар бодежа у корицама, иза којег стоје две укрштене сабље. То је традиционални симбол Омана који се налази на националној застави, новчаницама, авионима и другим местима.
Могуће је да овај грб, као симбол Омана, потиче још из 18. века.